# 五十鈴丸
五十鈴丸（いすずまる）は、日本国有鉄道（国鉄）の鉄道連絡船である大島航路などに就航していた船舶である。
戦後の船舶不足のため、大日本帝国海軍の150t型魚雷運搬船を改造したものである。
ここでは、同じく150t型魚雷運搬船を改造した連絡船である、玉川丸（たまがわまる）についても記述する。

## 概略
太平洋戦争後、1946年（昭和21年）に大島航路が山口県県営から国鉄に移管され、国鉄大島航路が開設された。当初は山口県から譲渡された山口丸、第二山口丸と、元宮島航路の七浦丸で運航していたが、山口丸と第二山口丸は木造船であり、老朽化が深刻であった。
国鉄は大島航路に新たな船舶の就航を考えていたが、戦後の物資不足、及び青函航路、宇高航路への新造船を優先するため、放置されていた旧大日本帝国海軍や旧大日本帝国陸軍の船舶を改造し、大島航路や仁堀航路に就航させることになる。このうち、150t型魚雷運搬船を改造したのが五十鈴丸と玉川丸である。
両船は、1948年（昭和23年）に改造を完了し、直ちに大島航路に就航する。
五十鈴丸は、1951年（昭和26年）12月に長水丸と水島丸と交代して仁堀航路に転属。1964年（昭和39年）に安芸丸と交代して宮島航路に転属となった。
玉川丸は、1961年（昭和36年）に大島丸の就航に伴い関門航路に転属する。1964年（昭和39年）11月1日の関門航路の廃止に伴い宮島航路に転属となった。
両船は、最後は宮島航路で運航されていたが、1965年（昭和40年）に山陽丸、みやじま丸（2代目）、みせん丸（2代目）の就航に伴い、運航を終了した。

## その他
- 150t型魚雷運搬船は総重量150t前後の大型の魚雷運搬船である。魚雷運搬船とは、巡洋艦、駆逐艦、潜水艦といった魚雷を装備する艦艇に魚雷を運搬する役割の船舶である。
- 150t型魚雷運搬船は1938年（昭和13年）から1944年（昭和19年）にかけて呉鎮守府などで製造され、呉海軍工廠や光海軍工廠、海軍水雷学校などに配置されていたという。尚、五十鈴丸と玉川丸がどの魚雷運搬船であったかははっきりしていない。